# Anatolij Vasiljev
Anatolij Aleksandrovitj Vasiljev (ryska Анато́лий Алекса́ндрович Васи́льев), född 4 maj 1942 i Danilovka i Penza oblast, är en rysk teaterregissör.

## Biografi
Anatolij Vasiljev har en examen i kemi från Rostovs universitet. 1973 tog han en examen i teaterregi vid Ryska Akademin för Teaterkonst (Rossijskaja Akademija Teatraljnogo Iskusstva) i Moskva. Han debuterade som regissör 1973 med Solo för klockspel av Osvald Zagradnik på Konstnärliga teatern i Moskva. 1982 lämnade han tillsammans med en grupp skådespelare som samlats runt honom Konstnärliga teatern för Tagankateatern. Där regisserade han 1985 Viktor Slavkins Cerceau som blev hans internationella genombrott. 1987 startade han sin egen teater Sjkola Dramatitjeskogo Iskusstva som han ledde till 2010 då han upphörde att regissera och istället började undervisa, förutom på sin gamla skola även bland annat i Venedig och på École nationale supérieure des arts et techniques du théâtre i Lyon samt Grotowskiinstitutet (Instytut im. Jerzego Grotowskiego) i Wrocław. Som regissör är Anatolij Vasiljev känd för sina repetitionsperioder som utgörs av långa, krävande konstnärliga undersökningsprocesser. Under åren som han ledde Sjkola Dramatitjeskogo Iskusstva turnerade man flitigt och gästspelade bland annat i Berlin, Belgrad, Bryssel, Budapest, Helsingfors, London, München, Paris, Rom, Rotterdam, Florens, Barcelona och Stuttgart. 1997 besökte man Avignonfestivalen med Jermeias klagan (Les Lamentations de Jérémie). Förutom i Ryssland har Vasiljev bland annat regisserat på Comédie-Française i Paris och Deutsches Nationaltheater i Weimar. Bland utmärkelser Vasiljev tilldelats kan nämnas Premio Europa New Theatrical Realities 1990. 2016 utsågs han av International Theatre Institute (ITI) och Unesco till internationell teaterambassadör.
1998 gästspelade Sjkola Dramatitjeskogo Iskusstva på Göteborg Dans & Teater Festival samt Orionteatern i Stockholm med Jermeias klagan och år 2000 bjöds koreografen Efva Lilja in av Vasiljev att göra koreografin till hans uppsättning av Aleksandr Pusjkins Mozart och Salieri.